# 10,5cm hrubý kanón vz. 35
Die 10,5cm hrubý kanón vz. 35 war eine tschechoslowakische Feldkanone, die von der Wehrmacht im Zweiten Weltkrieg übernommen und als Schwere 10,5-cm-Kanone 35(t) eingesetzt wurde.

## Geschichte
Die ab 1935 von Škoda in Plzeň für das tschechoslowakische Heer produzierte 10,5cm hrubý kanón vz. 35 wurde nach der deutschen Besetzung der Rest-Tschechei im März 1939 unter der Bezeichnung Schwere 10,5-cm-Kanone 35(t) (t für tschechisch) in das Heer übernommen. Die Produktion lief bis 1941 weiter.
Auch die von Škoda unter der Bezeichnung 105 mm M 36 an das jugoslawische Heer gelieferten Geschütze konnten im Balkanfeldzug erbeutet und unter der Bezeichnung 10,5-cm-Kanone 339 (j) (j für jugoslawisch) auf deutscher Seite eingesetzt werden.
Die Kanone wurde hauptsächlich in Reserveeinheiten und in der Küstenverteidigung eingesetzt.
Sie wog 4600 Kilogramm auf dem Marsch und konnte 18 Kilogramm schwere Geschosse bis zu 18.100 Meter weit schießen.